# Francis Aidan Gasquet

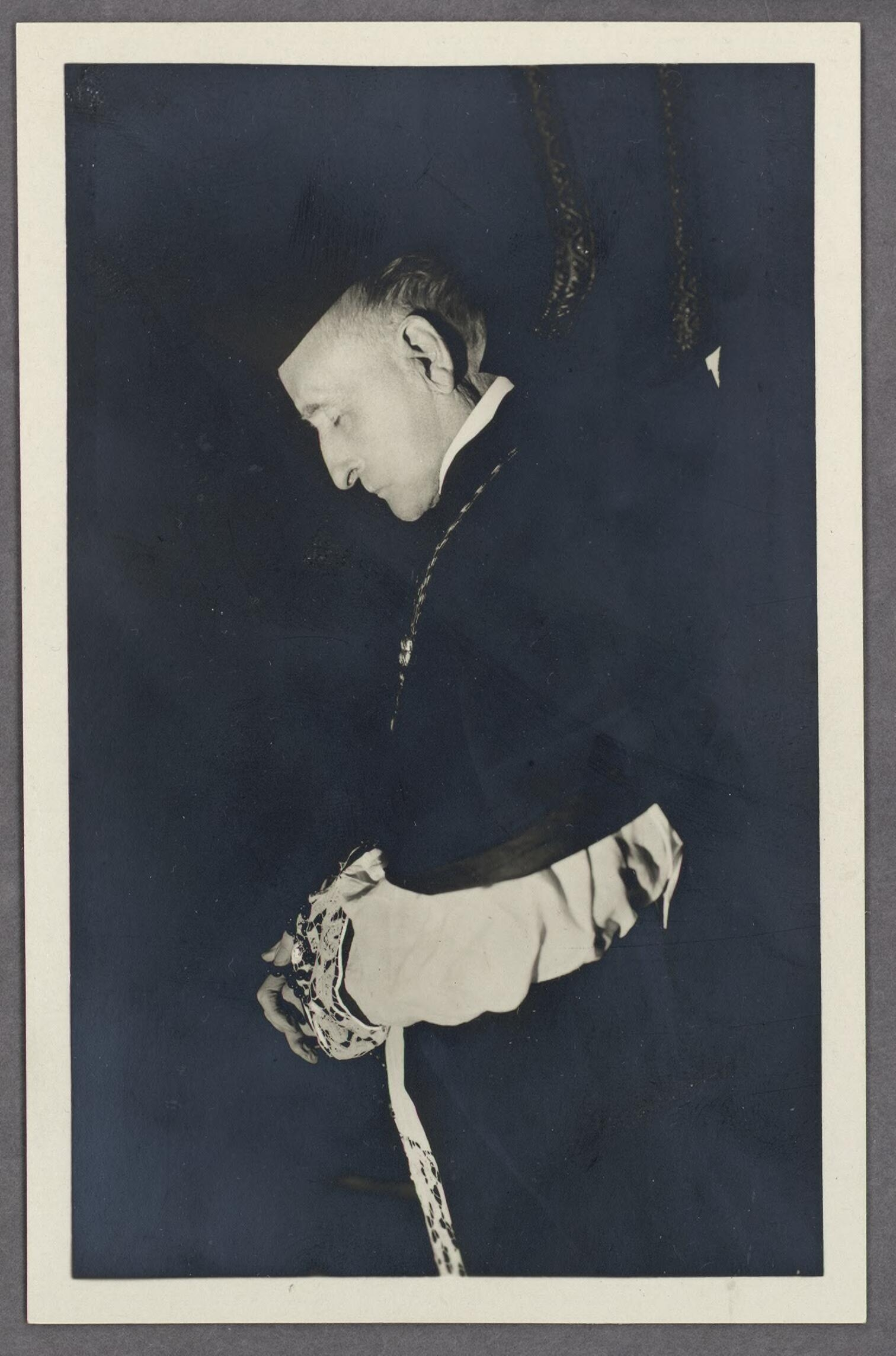
Francis Aidan Gasquet

Francis Aidan Kardinal Gasquet OSB (* 5. Oktober 1846 in London als Francis Neil Gasquet; † 5. April 1929 in Rom) war ein englischer Historiker, Kirchenhistoriker, Abt, Bibliothekar, Archivar und Kurienkardinal der römisch-katholischen Kirche.

## Leben
Francis Neil Gasquet trat nach seiner Schulzeit 1866 in die Benediktinerabtei in Downside ein und erhielt den Ordensnamen Aidan. Er war Seminarist am Päpstlichen Englischen Kolleg in Rom und studierte Katholische Theologie. Im Jahr 1874 empfing er das Sakrament der Priesterweihe für den Benediktinerorden und arbeitete anschließend sieben Jahre lang als Lehrer. Von 1878 bis 1885 leitete er als Prior die Abtei Downside. 1880 gründete er die nach seiner Abtei benannte Zeitschrift The Downside review (später mit dem Titelzusatz A quarterly of catholic thought and of monastic history), die sich schon bald zu einer der führenden wissenschaftlichen Periodika zur Geistesgeschichte, Kulturgeschichte, Kirchengeschichte und Ordensgeschichte in englischer Sprache entwickelte.
Von 1892 bis 1900 stand Gasquet als Forscher in Diensten des Britischen Museums in London. Seit 1896 gehörte er der Päpstlichen Kommission für die Überprüfung der Gültigkeit der anglikanischen Weihehandlungen an. Seine Untersuchungsergebnisse trugen nachhaltig dazu bei, dass die Anglikanischen Weihen für ungültig erklärt wurden.
Im Jahr 1900 wurde Francis Aidan Gasquet Abt von Downside und erster Abtpräses der Englischen Benediktinerkongregation, die er zuvor im Auftrag von Papst Leo XIII. neu geordnet hatte. Ab 1907 gehörte Abt Gasquet der Päpstlichen Kommission für die Überarbeitung der Vulgata an. Am 29. Mai 1914 wurde er von Papst Pius X. als Kardinaldiakon mit der Titeldiakonie San Giorgio in Velabro in das Kardinalskollegium aufgenommen und war in der Folge Mitglied zahlreicher Kongregationen. Er war der einzige englische Kurienkardinal seiner Zeit. Zudem übernahm er während des Ersten Weltkrieges auch diplomatische Missionen beim Heiligen Stuhl für die Entente-Mächte. 1915 wechselte Kardinal Gasquet die Titeldiakonie und übernahm den Titel von Santa Maria in Portico. 1917 wurde er zum Präfekten des päpstlichen Geheimarchivs ernannt, 1919 zum Kardinalbibliothekar und 1920 zudem zum Archivar der Heiligen Römischen Kirche. Im Jahr 1924 wurde er pro hac vice zum Kardinalpriester seiner Titeldiakonie Santa Maria in Portico erhoben.

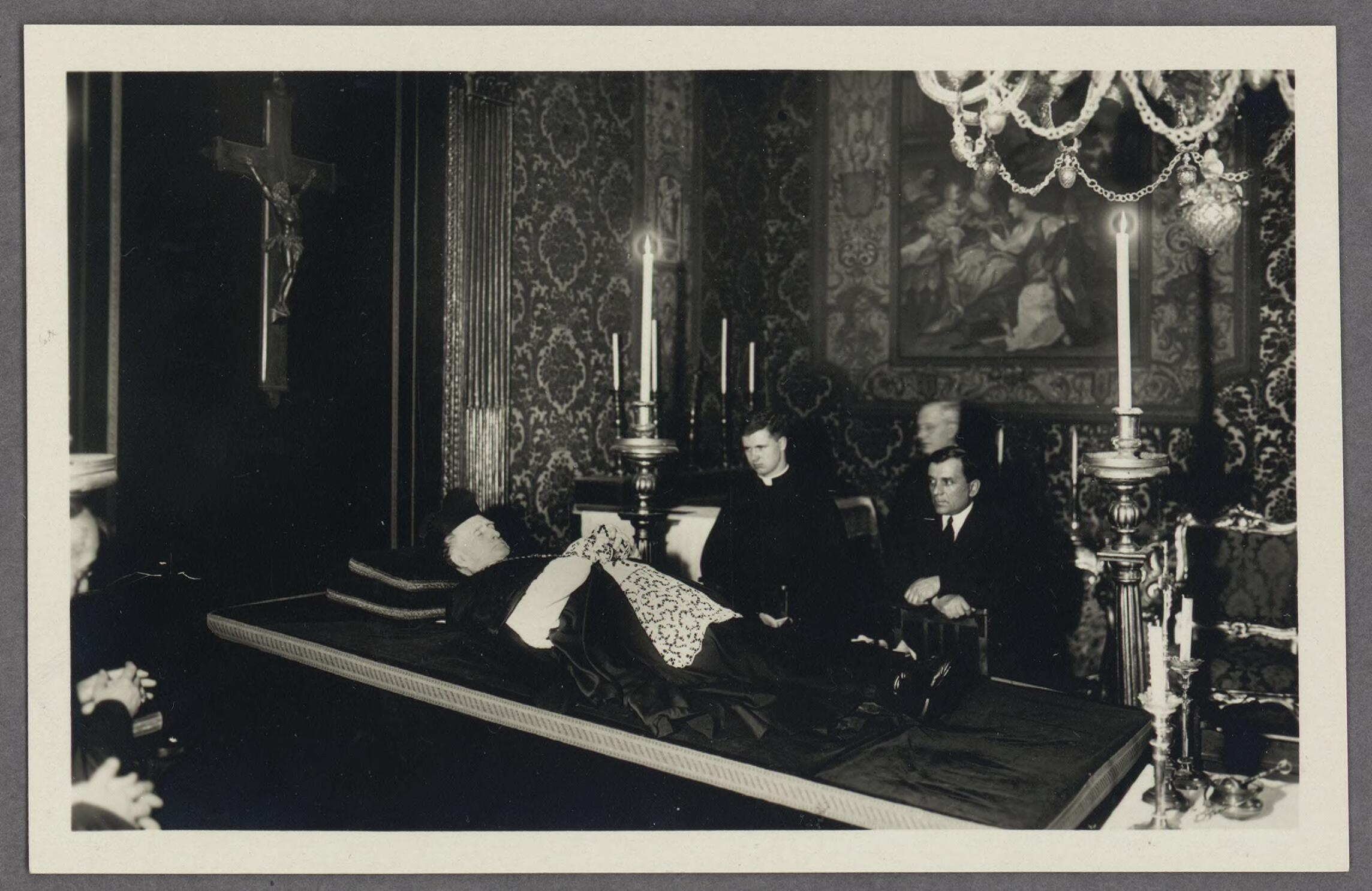
Aufbahrung des verstorbenen Kardinals (1929)

Francis Aidan Kardinal Gasquet starb am 5. April 1929 in Rom und wurde in der Abteikirche der Downside Abbey beigesetzt.

## Schriften
- Henry VIII and the English Monasteries. John Hodges, London 1888.
  - deutsche Ausgabe: Heinrich VIII. und die englischen Klöster. Zur Beleuchtung der Geschichte ihrer Aufhebung. Zwei Bände. Übersetzt von Thomas Elsässer OSB. Franz Kirchheim, Mainz 1890 und 1891.
- Some aspects of mediaeval guild-life. The Mendip Press (Walters, Hyssett, Clatworthy & Co.), Weston-super-Mare 1898.
- The eve of reformation. Studies in the religious life and thought of the English people in the period preceding the rejection of the Roman jurisdiction by Henry VIII. J. C. Nimmo, London 1900 (Nachdruck: Kennikat, Port Washington, New York 1971).
- The black death of 1348 and 1349. G. Bell & sons, London 1908 (Nachdruck: AMS Press, New York 1977, ISBN 0-404-13264-2).
- The last abbot of Glastonbury and other essays. G. Bell & sons, London 1908 (Nachdruck: Lanerch, Fedinfach 2000, ISBN 1-86143-107-4).
- Religio religiosi. The object and scope of the religious life. R. & T. Washbourne, London 1918.
  - deutsche Ausgabe: Religio religiosi: Zweck und Ziel des Ordenlebens. Übersetzt von Maria Rafaela Brentano. Tyrolia, Innsbruck 1922.
- Great Britain and the Holy See 1792–1806. A chapter in the history of diplomatic relations between England and Rome. Desclée, Rom 1919.
- The religious Life of King Henry VI. G. Bell & sons, London 1923.
- Cardinal (Reginald) Pole and his early friends. G. Bell & sons, London 1927.